# Acanthocephalus elongatus
Acanthocephalus elongatus is een soort haakworm uit het geslacht Acanthocephalus. De worm behoort tot de familie Echinorhynchidae. Acanthocephalus elongatus werd in 1937 beschreven door Harley Jones van Cleave.